# Les États-Unis d'Albert
Pour plus de détails, voir Fiche technique et Distribution.
Les États-Unis d'Albert est un film québécois d'André Forcier sorti en 2005.

## Synopsis
Le jour de son départ pour Hollywood, Albert Renaud, 25 ans, tue par plaisir sa vieille professeure de théâtre, Jane Pickford, 83 ans, qui lui quémandait un baiser d’adieu. Dans le train pour Los Angeles, Albert confie son rêve d’être aimé du monde entier à Grace, une jeune passionnaria mormone qui milite pour l’égalité de ses pairs en proposant la polyandrie. Grace rend tous les hommes fous d’amour mais c’est Albert qui fait battre son cœur. Un journaliste éconduit expulsera ce jeune premier hors du train et Albert terminera sa traversée des États-Unis en parcourant le désert à pied, en compagnie de Jack Dekker, golfeur de profession et persona non grata en Arizona.
Au cours de ce voyage initiatique, Albert découvrira que le monde entier ne remplace pas l’amour d’une femme. Notre héros réussira quand même à conquérir tous les écrans d'Amérique, mais à sa manière.

## Fiche technique
- Titre original : Les États-Unis d'Albert
- Réalisation : André Forcier
- Scénario : André Forcier
- Musique : Jean-Philippe Héritier
- Direction artistique : Jean Le Bourdais
- Décors : Gilles Aird
- Costumes : Klaude Roussel
- Maquillage : Brigitte Bilodeau
- Coiffure : Marcelo Nestor Padovani
- Photographie : Daniel Jobin
- Son : Henri Maïkoff, François Musy, Gabriel Hafner
- Montage : Élisabeth Guido
- Production : Yves Fortin (Québec), David Kodsi (France), André Martin (Suisse)
- Sociétés de production : Productions Thalie (Québec), Link's Productions (France), Bohemian Films (Suisse)
- Société de distribution : Christal Films
- Budget : 5,3 millions de dollars[1]
- Pays d'origine :  Canada,  France et  Suisse
- Langue originale : français
- Format : couleur (Technicolor) — 35 mm
- Genre : comédie dramatique
- Durée : 88 minutes
- Dates de sortie :
  - Canada : 30 mars 2005 (en ouverture du Festival de cinéma des 3 Amériques de Québec)[2]
  - Canada : 8 avril 2005 (sortie en salle au Québec)
  - Canada : 2 août 2005 (DVD)
  - Canada : 25 septembre 2005 (Festival international du film Cinéfest Sudbury (en))
  - France : 19 juillet 2006 (sortie en salle au France)

## Distribution
- Éric Bruneau : Albert Renaud
- Émilie Dequenne : Grace Carson
- Andréa Ferréol : Jane Pickford
- Roy Dupuis : Jack Dekker
- Céline Bonnier : Hannah Steinway
- Laurent Deshusses : Peter Malone
- Alex Descas : Norton Barnett
- Patricia Ubeda : Maria Romero
- Marc Labrèche : Simon, le « Chorégraphe »
- François Nadin : Charlie Braun
- Mark Krasnoff : Noah Steinway
- Julie McClemens : Mary Pickford
- Paul Buissonneau : gouverneur
- Geneviève Brouillette : Gladys
- Gaston Lepage : Elmer Carson
- Alexandrine Agostini : Lucienne
- Michel Maillot : maire Jones
- Annie Dufresne : Miss America
- Alejandro Moran : Dr Berlin Sax
- Guy Richer : shérif
- Frédéric Desager : shérif adjoint